# Иржавец (Носовский район)
Иржавец (укр. Іржавець) — село в Носовском районе Черниговской области Украины. Население 459 человек. Занимает площадь 2,08 км². Расположено на реке Иржавец. 
Код КОАТУУ: 7423881401. Почтовый индекс: 17123. Телефонный код: +380 4642.

## Власть
Орган местного самоуправления — Иржавецкий сельский совет. Почтовый адрес: 17123, Черниговская обл., Носовский р-н, с. Иржавец, ул. Носовская, 45.